# Ruy Ramos
Ruy Ramos  (ラモス瑠偉?, Ramosu Rui), precedentemente conosciuto come Ruy Gonçalves Ramos Sobrinho (Mendes, 9 febbraio 1957) è un dirigente sportivo, allenatore di calcio ed ex calciatore brasiliano naturalizzato giapponese, di ruolo centrocampista, direttore sportivo del Tokyo Verdy.

## Biografia
Figlio di un commercialista, in seguito alla morte del padre avvenuta nel 1969, si trasferì con la madre e i quattro fratelli a San Paolo. Dal 1977 risiede in Giappone, di cui ottenne la cittadinanza nel novembre 1989 abbreviando il proprio nome in Ruy Ramos. Nel febbraio 1984 sposò Hatsune Shimizu (morta nel luglio 2011 in seguito a un cancro al fegato), da cui ebbe due figli.

## Statistiche

### Presenze e reti nei club
| Stagione                     | Squadra                      | Campionato                   | Campionato | Campionato | Coppe nazionali | Coppe nazionali | Coppe nazionali | Coppe continentali | Coppe continentali | Coppe continentali | Altre coppe | Altre coppe | Altre coppe | Totale | Totale |
| Stagione                     | Squadra                      | Comp                         | Pres       | Reti       | Comp            | Pres            | Reti            | Comp               | Pres               | Reti               | Comp        | Pres        | Reti        | Pres   | Reti   |
| ---------------------------- | ---------------------------- | ---------------------------- | ---------- | ---------- | --------------- | --------------- | --------------- | ------------------ | ------------------ | ------------------ | ----------- | ----------- | ----------- | ------ | ------ |
| 1977                         | Yomiuri                      | JSL2                         | 4          | 5          | CG+CdL          | 2+0             | 1+0             | -                  | -                  | -                  | -           | -           | -           | 6      | 6      |
| 1978                         | Yomiuri                      | JSL1                         | 0          | 0          | CG+CdL          | 0               | 0               | -                  | -                  | -                  | -           | -           | -           | 0      | 0      |
| 1979                         | Yomiuri                      | JSL1                         | 15         | 14         | CG+CdL          | 0+4             | 0+4             | -                  | -                  | -                  | -           | -           | -           | 19     | 18     |
| 1980                         | Yomiuri                      | JSL1                         | 15         | 7          | CG+CdL          | 2+2             | 1+1             | -                  | -                  | -                  | -           | -           | -           | 19     | 9      |
| 1981                         | Yomiuri                      | JSL1                         | 9          | 1          | CG+CdL          | 0+1             | 0               | -                  | -                  | -                  | -           | -           | -           | 10     | 1      |
| 1982                         | Yomiuri                      | JSL1                         | 13         | 1          | CG+CdL          | 3+1             | 1+0             | -                  | -                  | -                  | -           | -           | -           | 17     | 2      |
| 1983                         | Yomiuri                      | JSL1                         | 14         | 10         | CG+CdL          | 3+0             | 1+0             | -                  | -                  | -                  | -           | -           | -           | 17     | 11     |
| 1984                         | Yomiuri                      | JSL1                         | 16         | 9          | CG+CdL          | 0+2             | 0+2             | -                  | -                  | -                  | SG          | ?           | ?           | 18+    | 11+    |
| 1985-86                      | Yomiuri                      | JSL1                         | 18         | 7          | CG+CdL          | 2+4             | 1+0             | CA                 | ?                  | ?                  | -           | -           | -           | 24+    | 8+     |
| 1986-87                      | Yomiuri                      | JSL1                         | 15         | 4          | CG+CdL          | 5+0             | 1+0             | -                  | -                  | -                  | -           | -           | -           | 20     | 5      |
| 1987-88                      | Yomiuri                      | JSL1                         | 17         | 4          | CG+CdL          | 5+0             | 1+0             | CA                 | ?                  | ?                  | -           | -           | -           | 22+    | 5+     |
| 1988-89                      | Yomiuri                      | JSL1                         | 17         | 3          | CG+CdL          | 3+3             | 1+2             | -                  | -                  | -                  | -           | -           | -           | 23     | 6      |
| 1989-90                      | Yomiuri                      | JSL1                         | 22         | 5          | CG+CdL          | 3+3             | 0+3             | -                  | -                  | -                  | -           | -           | -           | 28     | 8      |
| 1990-91                      | Yomiuri                      | JSL1                         | 21         | 2          | CG+CdL          | 2+2             | 0               | -                  | -                  | -                  | -           | -           | -           | 25     | 2      |
| 1991-92                      | Yomiuri                      | JSL1                         | 18         | 2          | CG+CdL          | 5+5             | 0               | CA                 | ?                  | ?                  | -           | -           | -           | 28+    | 2+     |
| 1992                         | Verdy Kawasaki               | -                            | -          | -          | CG+CdL          | 4+8             | 1+1             | -                  | -                  | -                  | -           | -           | -           | 12     | 2      |
| 1993                         | Verdy Kawasaki               | J1                           | 30         | 4          | CG+CdL          | 1+1             | 0               | CA                 | ?                  | ?                  | -           | -           | -           | 32     | 4      |
| 1994                         | Verdy Kawasaki               | J1                           | 26         | 3          | CG+CdL          | 0+3             | 0               | CA                 | ?                  | ?                  | SG          | ?           | ?           | 29+    | 3+     |
| 1995                         | Verdy Kawasaki               | J1                           | 23         | 2          | CG              | 0               | 0               | CA                 | ?                  | ?                  | SG          | ?           | ?           | 23+    | 2+     |
| 1996                         | Verdy Kawasaki               | J1                           | 9          | 0          | CG+CdL          | 0               | 0               | CA                 | ?                  | ?                  | -           | -           | -           | 9+     | 0+     |
| 1996                         | Kyoto Purple Sanga           | J1                           | 10         | 0          | CG+CdL          | 2+9             | 2+0             | -                  | -                  | -                  | -           | -           | -           | 21     | 2      |
| 1997                         | Kyoto Purple Sanga           | J1                           | 10         | 0          | CG+CdL          | 0+2             | 0               | -                  | -                  | -                  | -           | -           | -           | 12     | 0      |
| Totale Kyoto Purple Sanga    | Totale Kyoto Purple Sanga    | Totale Kyoto Purple Sanga    | 20         | 0          |                 | 13              | 2               |                    | -                  | -                  |             | -           | -           | 33     | 2      |
| 1997                         | Verdy Kawasaki               | J1                           | 10         | 0          | CG+JLC          | 2+0             | 0               | -                  | -                  | -                  | -           | -           | -           | 12     | 0      |
| 1998                         | Verdy Kawasaki               | J1                           | 29         | 0          | CG+CdL          | 0+1             | 0               | CdCA               | ?                  | ?                  | -           | -           | -           | 30+    | 0+     |
| Totale Yomuri/Verdy Kawasaki | Totale Yomuri/Verdy Kawasaki | Totale Yomuri/Verdy Kawasaki | 344        | 83         |                 | 121             | 34              |                    | ?                  | ?                  |             | ?           | ?           | 465+   | 117+   |
| Totale carriera              | Totale carriera              | Totale carriera              | 364        | 83         |                 | 134             | 36              |                    | ?                  | ?                  |             | ?           | ?           | 498+   | 119+   |

## Palmarès

### Club

#### Competizioni nazionali
- Japan Soccer League Cup: 3

Yomiuri: 1979, 1985, 1991
- Japan Soccer League: 5

Yomiuri: 1983, 1984, 1986-1987, 1990-91, 1991-92
- Coppa dell'Imperatore: 3

Yomiuri: 1984, 1986, 1987
- Coppa Yamazaki Nabisco: 3

Verdy Kawasaki: 1992, 1993, 1994
- J. League: 2

Verdy Kawasaki: 1993, 1994
- Supercoppa del Giappone: 2

Verdy Kawasaki: 1994, 1995

#### Competizioni internazionali
- Campionato d'Asia per club: 1

Yomiuri: 1988

### Nazionale
- Coppa d'Asia: 1

1992

### Individuale
- Capocannoniere della Japan Soccer League: 2
- Miglior giocatore  della Japan Soccer League: 1
- Uomo assist della Japan Soccer League: 3
- Incluso nella Best XI della Japan Soccer League: 6
- Incluso nella Best XI della J. League: 2 [7][8]